# Список самых больших плавучих кранов
Настоящий список плавучих кранов даёт обзор наиболее крупных плавучих кранов. Суда такого типа применяются при возведении гидротехнических сооружений, для работы на судостроительных и судоремонтных заводах, строительстве крупных объектов (мостов, судов, портов и т. п.). Суда в списке расположены в алфавитном порядке. При написании названия судна кириллицей порядок определяется английской транслитерацией судна.
Критерием включения в список является грузоподъёмность крана. Для морских кранов выбрана грузоподъёмность 2000 тонн, для речных — 250 тонн; кроме этого в список включены известные краны.

## Морские краны
| Название                                   | Изображение | Выпущен   | Верфь                                                             | Грузоподъёмность, тонн     | Тип                                | Длина    | Экипаж   | Пароходство                                                            | Флаг                    | Примечание |
| ------------------------------------------ | ----------- | --------- | ----------------------------------------------------------------- | -------------------------- | ---------------------------------- | -------- | -------- | ---------------------------------------------------------------------- | ----------------------- | --- |
| SSCV Sleipnir                              |             | 2019      | Sembcorp Marine, Сингапур                                         | 20000                      | Полупогружной                      | 220 м    | 400 чел. | Heerema Marine Contractors                                             | Флаг Панамы             | Крупнейший полупогружной плавучий кран на нынешний момент. |
| SSCV Thialf                                |             | 1985      | Mitsui Engineering & Shipbuilding Co., Ltd, Япония                | 14200 (2 × 7100)           | Полупогружной                      | 201,6 м  | н-д      | Heerema Marine Contractors                                             | Флаг Панамы             | Грузоподъёмность достигнута при одновременной работе двух кранов судна — в «тандеме». |
| Saipem 7000                                |             | 1985-1987 | Верфь Monfalcone, Триест                                          | 14000 (2 × 7000)           | Полупогружной                      | 198 м    | н-д      | Saipem S.p.A.                                                          | Багамские Острова       | Грузоподъёмность достигнута при одновременной работе двух кранов судна — в «тандеме». |
| Svanen                                     |             | 1991      | Astano ( Испания), достроен · на Grootint                         | 8700                       | Самоходный кран катамаранного типа | 102,75 м | н-д      | Ballast Nedam, Роттердам                                               | Багамские Острова       | Используется для монтажных работ на мостах и ветровых электростанциях. |
| SSCV Hermod                                | нет         | 1979      | Mitsui Engineering & Shipbuilding Co., Ltd                        | 8163 (1 × 4535 + 1 × 3628) | Полупогружной                      | 154 м    | 336 чел. | Heerema Marine Contractors                                             | Флаг Панамы             | Используется для монтажных работ на нефтяных платформах. |
| Deepwater Construction Vessel (DCV) Balder | нет         | 1978      | Mitsui Engineering & Shipbuilding Co., Ltd                        | 6300 (1 × 3628 + 1 × 2721) | Полупогружной                      | 154 м    | 350 чел. | Heerema Marine Contractors                                             | Флаг Панамы             | Используется для монтажных работ на нефтяных платформах. |
| Borealis                                   | нет         | 2010      | Верфь Sembawang, Сингапур                                         | 5000                       | Однокорпусное судно                | 181 м    | 400 коек | Nordic Heavy Lift                                                      | н-д                     | |
| Олег Страшнов                              | нет         | 2010      | Верфь IHC Krimpen Shipyard B.V.                                   | 1 × 5000 + 1 × 800         | Однокорпусное судно                | 183 м    | 220 кают | Seaway Heavy Lifting                                                   | Республика Кипр         | |
| DB 50                                      | нет         | 1988      | н-д                                                               | 3992                       | Однокорпусное судно                | 151.48 м | 234 чел. | J. Ray McDermott                                                       | Панама                  | Используется для монтажных работ на нефтяных платформах. |
| DB 101                                     | нет         | 1978      | Япония                                                            | 3858                       | Полупогружной                      | 146 м    | 275 чел. | J. Ray McDermott                                                       | Панама                  | |
| Rambiz                                     |             | 1996      | н-д                                                               | 3300                       | Самоходный кран катамаранного типа | 85 м     | 28 чел.  | Scaldis                                                                | Дания                   | |
| Asian Hercules II                          | нет         | 1996      | Keppel Fels, Сингапур                                             | 3200                       | Полупогружной                      | 91,35 м  | 34 чел.  | Asian Lift                                                             | Сингапур                | |
| Sapura 3000                                | нет         | 2008      | н-д                                                               | 1 × 3000 + 1 × 40          | Однокорпусное судно                | 151,2 м  | 330 чел. | Sapura/Acergy                                                          | Багамские Острова       | |
| DB 30                                      | нет         | 1975      | н-д                                                               | 2800                       | Однокорпусное судно                | 128 м    | 303 чел. | J. Ray McDermott                                                       | Панама                  | |
| Станислав Юдин                             | нет         | 1985      | Вяртсиля, Финляндия                                               | 2500                       | Однокорпусное судно                | 183 м    | 143 чел. | Seaway Heavy Lifting                                                   | Республика Кипр         | |
| Saipem 3000                                | нет         | 1976      | н-д                                                               | 1 × 2177 + 1 × 15          | Однокорпусное судно                | 162 м    | 195 чел. | Saipem                                                                 | Багамские Острова       | |
| OSA Sampson                                |             | 2009      | Индонезия                                                         | 1 × 1600 + 1 × 100         | Однокорпусное судно                | 180 м    | 192 чел. | Cvi Global Lux Oil & Gas Luxembourg                                    | Панама                  | |
| «Витязь»                                   | нет         | 1975      | Севастопольский морской завод им. Серго Орджоникидзе, Севастополь | 1600                       | Самоходный                         | 80,4 м   | 18 чел.  | Дальневосточное управление аварийно-спасательных работ, Wah Tak Marine | ,                       | Использовался для установки пролётов мостов на опоры. Помимо главного подъёма, кран имеет вспомогательный, грузоподъёмностью 200 т. Вылет главного подъёма 12 м, вспомогательного — 28,5 м. С конца 1990-х годов принадлежит Китаю. |
| "Волгарь"                                  |             | 1989      | ООО "АСПО", г.Астрахань                                           | 1550                       | Однокорпусный, несамоходный        | 86,08 м  | 23 чел.  | ООО "Крейн Марин Контрактор"                                           | Флаг СССР · Флаг России | Грузоподъёмное устройство - состоит из одной неповоротной стрелы с размещёнными на ней первыми главными подъёмами 2х500 т, вторыми главными подъёмами 2х350 т, вспомогательными подъёмами 2х125 т                                   |
| «Исполин»                                  | нет         | 1986      | з-д «Красные баррикады», Астраханская область                     | 1200                       | Самоходный кран катамаранного типа | 152 м    | 120 чел. | «Курмангазы»                                                           | ,                       | |
| «Богатырь-3»                               |             | 1970      | Севастопольский морской завод им. Серго Орджоникидзе, Севастополь | 300                        | Самоходный, полноповоротный        | 70 м     | 20 чел.  | ООО "Крейн Марин Контрактор"                                           | ,                       | может нести вантовую стрелу, г/п на вантовой от 30 до 120 т |

## Речные краны
| Название       | Изображение                                                                     | Выпущен   | Верфь                          | Грузоподъёмность, тонн   | Длина    | Экипаж  | Пароходство                                          | Флаг         | Примечание |
| -------------- | ------------------------------------------------------------------------------- | --------- | ------------------------------ | ------------------------ | -------- | ------- | ---------------------------------------------------- | ------------ | --- |
| Захарий LK-600 | Захарий LK-600 на строительстве Подольского мостового перехода                  | 2009      | з-д «Ленинская кузня» (Киев, ) | 680                      | 148,4 м  | 8 чел.  | ООО «БМК Планета-Мост»                               | Флаг Украины | Использовался при монтаже Подольского мостового перехода через Днепр, где 18 ноября 2011 года потерпел крушение. Поврежден в результате российского обстрела. |
| «Demag»        | нет                                                                             | 1939-1940 | «Demag»                        | изначально 500, н.в. 350 | [какая?] | н-д     | сзрп                                                 | ,            | Использовался при реконструкции ленинградских мостов, при монтаже 80 «тонных» кранов, при переноске портальных кранов из одного района порта в другой и т.д.  |
| КПЛ-351        | http://www.riverfleet.ru/upload/iblock/3c0/3c0f77801b23bfe399805c7cabe882bb.jpg | 1985      | OSWAG, Werft Korneuburg,       | 1 × 350 + 1 × 100        | 63 м     | 20 чел. | ФГУП «Канал им. Москвы»                              | ,            | Используется для ремонтных и монтажных работ на гидросооружениях канала.                                                                                      |
| "МОГУЧИЙ"      |                                                                                 | 1986      |                                | 1 х 350 + 1 х 100        | 64 м     | 16 чел. | ФГБУ "Морспасслужба" Каспийский филиал, г.Астрахань. |              | Используется для аварийно-спасательных работ, судоподъема, погрузки крупногабаритных грузов дноуглубительных работ.                                           |